# Buskruitmolen (Leiden)
De buskruitmolen in de Nederlandse stad Leiden staat naast molen De Valk. Het is een rosmolen, die jarenlang in het Koninklijk Leger- en Wapenmuseum heeft gestaan. De molen heeft dienstgedaan vanaf omstreeks 1815 tot 1920.